# Compagnie (waterschap)
Compagnie is een voormalig waterschap in de Nederlandse provincie Groningen.
Het schap bemaalde gronden ten zuidoosten van Nieuwe Pekela. In 1955 ging het met de waterschappen Hanekamp en Noodvlucht op in de Nieuwe Compagnie.
Waterstaatkundig gezien ligt het gebied sinds 2000 binnen dat van het waterschap Hunze en Aa's.